# Королевский блеск
«Королевский блеск» (англ. Royal Flash) — кинофильм, основанный на одноимённом романе Джорджа Макдональда Фрейзера.

## Сюжет
Британский капитан Гарри Флэшмен, беспринципный выскочка, пытается войти в ряды высшего европейского общества, не имея при этом соответствующих данных. Заметив притязания главного героя, коварный Отто Фон Бисмарк решает использовать его в своей политической интриге. Герой Макдауэла вынужден выдать себя за «скандинавского крон-принца из Ольденбурга» для свадьбы с герцогиней независимого Штракенса Ирмой.

## В ролях
| Актёр              | Роль                  |
| ------------------ | --------------------- |
| Малкольм Макдауэлл | капитан Гарри Флэшмен |
| Алан Бейтс         | Руди фон Стейнберг    |
| Флоринда Болкан    | Лола Монтез           |
| Оливер Рид         | Отто фон Бисмарк      |
| Том Белл           |                       |
| Джосс Экланд       |                       |
| Кристофер Кейзнов  |                       |
| Генри Купер        |                       |
| Лайонел Джеффрис   |                       |
| Аластер Сим        |                       |

## Интересные факты
- «Королевский блеск» — это второй роман о приключениях Флэшмена (в рус. издании «Флэш по-королевски»).
- В сценарии можно найти множество параллелей с фильмом и романом «Пленник Зенды».